# نانپورو، هوکایدو
نانپورو، هوکایدو (به لاتین: Nanporo, Hokkaido) یک منطقهٔ مسکونی در ژاپن است که در Sorachi Subprefecture واقع شده‌است. نانپورو  ۹٬۱۱۳ نفر جمعیت دارد.